# 셰프 (사우스 파크)
제롬 “쉐프” 맥클로이는 《사우스 파크》의 등장인물이다. 아이작 헤이즈가 목소리 연기를 맡았다. 아이작 헤이즈가 사이언톨로지에 대해서 다룬 〈Trapped in the Closet〉 에피소드가 방영된 이후, 제작진과의 의견 차이로 그만두고, 이 때문에 쉐프는 시즌 10의 첫 에피소드인 “The Return of Chef”에서 죽는다.

## 소개
쉐프는 그의 별명으로, 사우스 파크 초등학교의 식당에서 일하고 있다. 쉐프는 스탠, 카일, 카트먼, 케니이 조언을 구하는 유일한 어른이다. 쉐프는 아이들을 (한 명만 있을 때에도) “Children”이라고 부른다. 이때의 대사는 대략 다음과 같다.

쉐프: Hello there, children!

아이들 중 한 명: Hey, Chef.

쉐프: How's it going?

아이들 중 한 명: Bad.

쉐프: Why bad?

또한, 쉐프는 fuck이라는 단어 대신에 “fudge”라는 단어를 사용한다.
쉐프는 주민 대부분이 백인인 사우스 파크에서 몇 안 되는 흑인이다. 네 번째 시즌까지는 토큰의 가족이 그리 비중 있는 인물이 아니었기 때문에, 쉐프는 대부분의 마을 사람들을 “Crackas”이라고 부른다.
쉐프는 노래를 부르는 것을 매우 좋아한다. 알라니스 모리셋(Alanis Morissette)이 부른 〈Stinky Britches〉라는 노래를 썼다. 쉐프는 1970년대의 아프리카계 미국인 가수인 아이작 헤이즈와 베리 화이트를 기초로 만든 인물이다. 첫 몇 시즌 동안은 아이들에게 조언을 해줄 때에 주로 성관계에 대한 노래를 불렀다. 하지만, 이후에는 노래는 거의 부르지 않는다.
쉐프는 여성과 성관계에 대해 지나칠 정도로 많은 관심이 있지만, 사우스 파크의 몇 안 되는 현명한 어른 중 한 명이다. 아이들에게 조언해줄 뿐만 아니라, 다른 이들의 터무니 없는 주장에 대해 반박을 하기도 하고, 사우스 파크에 닥친 재난을 극복하는 방법을 제시하기도 한다. 하지만, 쉐프도 때로는 터무니없는 행동을 하곤 하는데, 〈The New Terrance and Phillip Movie Trailer〉 에피소드에서 새로 산 TV의 기능을 제대로 알지 못하여 전투 로봇 기능을 작동시켜 버린다.
초반의 시즌에서, 아이들은 익숙하지 않은 성에 대한 단어나 행동에 대해 쉐프에게 종종 질문하곤 했다. 쉐프는 당황해 하면서
| “ | 빌어먹을, 얘들아, 왜 내가 너희에게 언제나 이런 것들에 대해 가르쳐줘야 하는거지? Goddammit, children, why do I always have to be the one to teach you these things? | ” |

라고 이야기하지만, 그래도 아이들에게 친절하게 이에 대해 설명하여 준다.
쉐프의 성을 통해 켈트계의 핏줄을 이어받았을 것으로 추측할 수 있다. 실제로 쉐프의 부모님은 스코틀랜드 에든버러에 살고 있다.
〈Chef Goes Nanners〉 에피소드에서 쉐프는 이슬람교로 개종하여 “압둘 모하메드 자바 라우프 카림 알리”(Mohammed Jabar Rauf Kareem Ali)라는 이슬람식의 이름으로 바꾼다. 하지만, 에피소드의 마지막에 다시 기독교를 다시 믿는다.
〈The Return of Chef〉 에피소드에서, 쉐프는 수퍼 어드밴처 클럽(Super Adventure Club)에 가입하고, 이후 죽는다. 하지만, 같은 에피소드에서 “다스 쉐프”로 되살아난다. 하지만, 그 이후부터 현재까지 “다스 쉐프”는 《사우스 파크》에피소드에는 등장하지 않고, 오프닝에만 등장하였다.

## 쉐프의 부모
쉐프의 부모의 이름은 토마스와 넬리이다. 토마스의 목소리는 맷 스톤이 맡았으며, 넬리의 목소리는 트레이 파커가 맡았다. 이들은 〈Succubus〉 에피소드에서 쉐프의 결혼식에 참석하기 위해 스코틀랜드에서 온다. 토마스와 넬리는 아이들에게 계속해서 네시가 걸스카우트나 외계인, 쉐프의 상상 속의 친구 등으로 변장하여 “3달러 50센트”를 요구한 이야기를 한다.
이들은 〈The Biggest Douche in the Universe〉 에피소드에도 등장한다. 카트먼의 몸에 갇혀 있는 케니의 영혼을 빼내려고 부두교의 의식을 행한다. 이 에피소드에서도 이들은 “3달러 50센트”에 대해 계속해서 이야기한다.
하지만, 쉐프의 부모는 쉐프의 장례식에는 참가하지 않았다.

## 헤이즈의 사우스 파크 출연 중단 선언
2006년 3월 13일, 아이작 헤이즈는 《사우스 파크》 출연을 중단하겠다고 선언하였다. 《사우스 파크》의 종교에 대한 묘사와, 종교에 대해 비관용적인 것을 풍자하는 것에 대해 반대하기 때문이라고 밝혔다. 공식기자회견의 내용과는 달리, 헤이즈가 쇼를 그만둔 이유는 〈Trapped in the Closet〉 에피소드 때문이라고 트레이 파커와 맷 스톤은 밝혔다. 이 에피소드에서, 《사우스 파크》는 사이언톨로지에 대해 다루었는데, 아이작 헤이즈가 사이언톨로지 신자였기 때문이었다.
| “ | 우리가 사이언톨로지에 대해 다루기 전에는 아이작에게서 어떤 불평도 들은 일이 없었습니다. 그는 다른 종교들과 자신의 종교가 다른 기준으로 다뤄지길 원했지만, 저에게 이것은 종교에 대한 비관용과 편협이 시작되는 것으로 보였습니다. We never heard a peep out of Isaac in any way until we did Scientology. He wants a different standard for religions other than his own, and to me, that is where intolerance and bigotry begin. | ” |
|   | — |   |

 또 다른 이들은 헤이즈가 《사우스 파크》를 그만둔 것이 외압에 의해서라는 주장도 한다.
2008년 8월 10일, 아이작 헤이즈가 사망하면서 다시는 《사우스 파크》에 출연할 수 없게 되었다.

## 죽음
10번째 시즌의 첫 에피소드인 〈The Return of Chef〉 에피소드에서, 쉐프의 목소리는 이전 에피소드들의 목소리를 짜깁기하여 만들어졌다. 이 에피소드에서 쉐프는 소아성애를 추구하는 “Super Adventure Club”에 가입하고 세뇌당한다. 이 단체는 NAMBLA, 사이언톨로지 등을 따서 만들어진 가공의 단체이다.
이 에피소드의 마지막 부분에서 쉐프는 몸에 불이 붙은 채로 절벽 아래로 떨어지고, 그리즐리 곰과 산사자에 의해 몸이 두동강난다.
사우스 파크에서 열린 쉐프의 장례식에서, 카일은 다음과 같은 추모연설을 한다.
| “ | 우리는 쉐프에게 그가 우리를 떠난 것을 비난해서는 안 됩니다. 우리가 진짜 화내야 할 대상은 쉐프를 혼란스럽게 만들어버린 그 빌어먹을 클럽입니다. "We shouldn't be mad at Chef for leaving us, we should be mad at that fruity little club for scrambling his brains" | ” |

### 다스 쉐프
쉐프의 육체는 Super Adventure Club에 의해서 비밀리에 복원된다. 그 결과 쉐프는 〈스타워즈 에피소드 III: 시스의 복수〉에서의 다스 베이더처럼 “다스 쉐프”로 되살아난다. 쉐프는 다스 베이더가 입은 옷과 비슷한 옷을 입고 있으며, 광선검이 아닌 붉은색의 광선 주걱을 들고 있다.
다스 쉐프의 목소리는 〈스타워즈 에피소드 I: 보이지 않는 위협〉에서 다스 몰의 목소리를 연기한 피터 세라피노비치가 맡았다. 다스 쉐프는 이후 《사우스 파크》의 오프닝 장면을 제외하고는 등장하지 않았다.